# Linia kolejowa Żylina – Rajec
Linia kolejowa Żylina – Rajec – linia kolejowa na Słowacji, biegnąca przez kraj żyliński, od Żyliny do Rajca. Linia jest jednotorowa i niezelektryfikowana.